# トリニティ教会 (ボストン)
トリニティ教会（トリニティきょうかい、英: Trinity Church）は、マサチューセッツ州ボストンのバックベイに位置し、米国聖公会マサチューセッツ教区の教区教会である。その信徒団は現在約3,000世帯に及び、1733年に設立された。現在の教区牧師はアン・ボニーマン牧師。毎日曜日に礼拝が4回行われ、9月から6月までのウィークデーでは週3回行われている。トリニティ教会は「高教会派」と考えられる傾向にあるが、広教会派であり続けている。
この教会は礼拝に加えて、地域社会への奉仕、パストラルケア（患者とその家族の心のケア）、子供や10代の者のためのプログラムおよびあらゆる年齢のキリスト教徒教育に積極的に関わっている。
この教会にはトリニティ聖歌隊、トリニティ・スコラ、トリニティ・コリスターズおよびトリニティ・チェンバー・クワイアなど高水準の聖歌隊が幾つかある。
1872年のボストン大火でサマー通りにあった元のトリニティ教会が焼けた後、現在の教会建物は当時の最も良く知られカリスマ的説教師だったフィリップス・ブルックス牧師（1835年-1893年）の指示で再建された。教会と牧師館はヘンリー・ホブソン・リチャードソンが設計し、建設は1872年から1877年まで行われた。バックベイのコプリー広場にあるトリニティ教会はリチャードソンに対する評価を確立する建物になった。粘土瓦屋根、多彩装飾、粗い石材、重いアーチおよび重量感のある塔で特徴付けられるリチャードソン・ロマネスク様式の誕生地および原形となった。このスタイルは間もなくアメリカ合衆国中の多くの公共建築物に採用され、ヨーロッパやカナダで模倣されたことでは最初のアメリカ建築様式となった。

## 礼拝

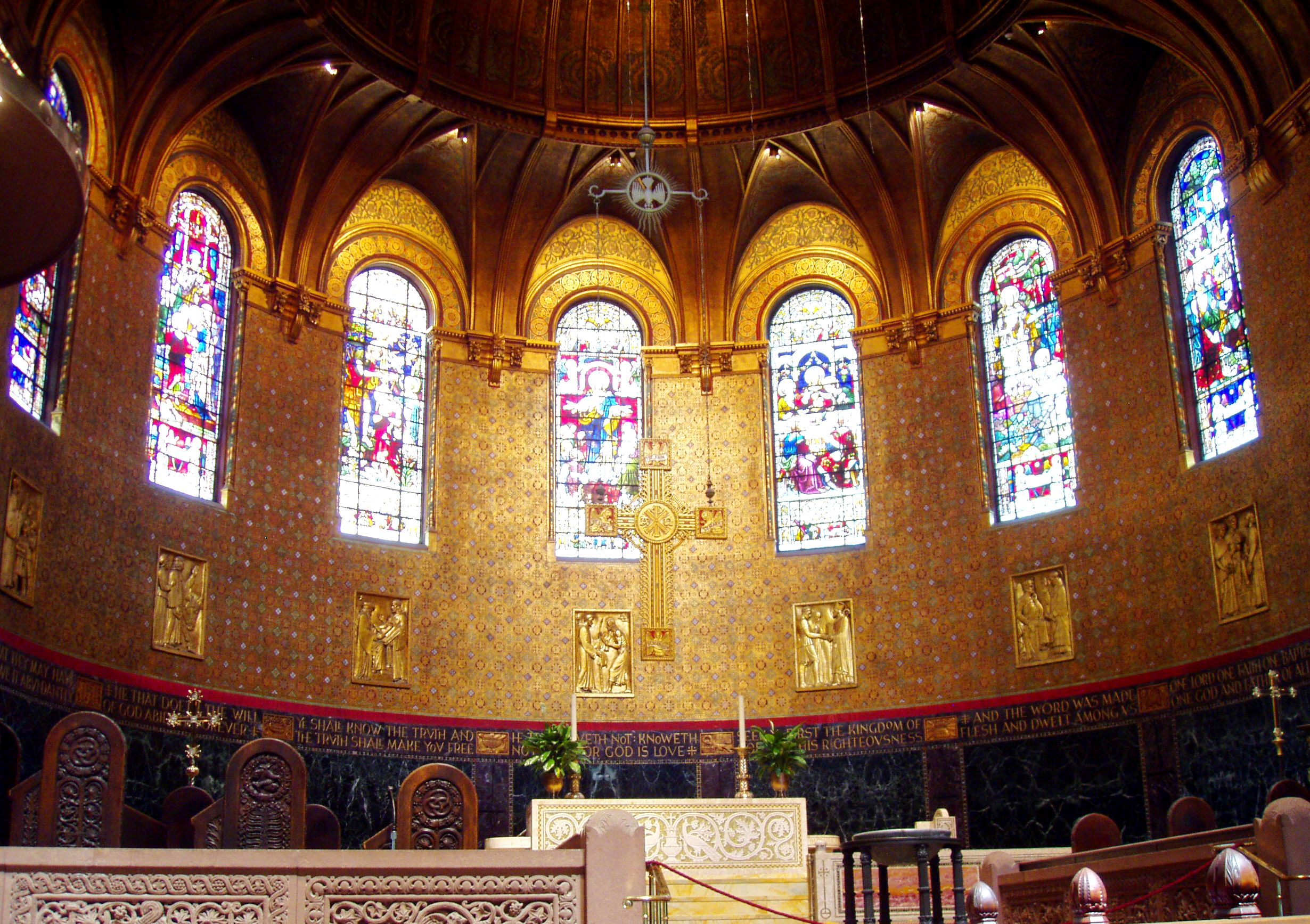
トリニティ教会の聖壇

トリニティ教会では毎日曜日に礼拝が4回行われるが、この中には説教や追加聖歌を含む今では希になった典礼I早祷式の修正版が含まれている。ウィークデーの礼拝には聖餐式や木曜日の晩祷もある。毎月第1日曜日の主要礼拝としてプロテスタントの伝統である正餐式を行い、またその後の日曜日には早祷を行うことなど、当代の聖公会教会としては通常と異なる。
毎年12月にトリニティ教会の聖歌隊が3度蝋燭灯キャロル礼拝を繰り返す。これらは「ボストンの伝統」であり、大変人気有る行事なので、遙かメイン州からの参会者も合わせ5,000人近くが出席する。12月のコプリー広場における伝統的な光景は、この無料行事のために教会に入る順番を待つ長い人の行列である。この礼拝はケンブリッジのキングス・カレッジで発展した9つの聖書朗読と歌によるクリスマス礼拝を基にしている。
トリニティ教会は、ボストンの中央に位置すること、多くの座席があること、および教会が進んで門戸を開き、「ボストンの教会」であるという評判のために、一年中多くの特別礼拝がある。これらの礼拝には、アメリカ同時多発テロ事件の直後に始まった異教徒間（キリスト教徒、ユダヤ教徒およびイスラム教徒）の礼拝、2005年7月のロンドン爆破事件の後の同様な礼拝、多くの著名な葬礼、監督聖別式等が含まれる。
日曜の礼拝は次の通りである（注釈の無い限り全て典礼II）。
- 午前7:45 - 聖餐式
- 午前9:00 - 聖餐式
- 午前11:15 - 聖餐式 - 毎月第1日曜日
- 午前11:15 - 早祷（説教あり） - 修正典礼I - 第1日曜日以外の毎週日曜日
- 午後6:00 - 聖餐式

ウィークデーの礼拝は次の通りである。
- 水曜日午後5:45 - 晩祷
- 木曜日午後12:10 - 聖餐式、按手あり

## 音楽

### 聖歌隊
トリニティ教会の聖歌隊は礼拝を支援する本来の機能に加えて、ボストンの豊かな音楽界の定番となっている。トリニティ聖歌隊は広範にツアーを行っており、批評家に称賛された幾つかの録音でも聞くことができる。トリニティ・コリスターズは教会音楽ロイヤル学校の伝統に沿って音楽と歌唱を学んでいる子供達の合唱隊である。現在の音楽監督はオルガン奏者のマイケル・クラインシュミットであり、20年間務めたブライアン・E・ジョーンズの後を継いだ。トリニティ聖歌隊とトリニティ・コリスターズは2010年8月にイギリス演奏旅行が計画されており、イーリー大聖堂とチチェスター大聖堂での演奏が予定されている。

### オルガン
- 1876年：トリニティ教会の最初のオルガンは1876年にヒルボーン・L・ルーズベルトによって、作品番号29として制作された。全音階にわたってバーカー・レバーで補助された機械的駆動部と電気的に制御された音響部があるが、内陣に置かれたその場所が満足できないことが分かり、通路に移動された。
- 1903年：ハッチングス・ボーティが内陣に新しいオルガンを作り、二つのオルガンが一つの演奏台から演奏できるようにした。
- 1924年：アーネスト・M・スキナーが改修計画を担当し、ルーズベルトとハッチングス・ボーティ双方のオルガンを修正しようとしたが、1926年までに通路には事実上新しいオルガン、内陣には新しい演奏台として計画を拡大させた。
- 1956年：エオリアン・スキナー社が1956年に新しい演奏台を作り、1960年には内陣の新しいオルガンを備えた。
- 1962年：通路のオルガンが大幅に改修され、長年オルガンを保守してきたジェイソン・マッコーンによって大きな音調の修正が行われた。
- 1987年：ジャック・スタインカンプが西通路の窓下に水平のトランペット管を追加した。この祝祭用トランペットはポール・アルバート・メリルの記念に捧げられた。
- 1990年代後半：教区意識高揚運動に連動し、フォリー・ベイカー社と共に2台のオルガンとその合同演奏台の清掃と改修の計画が始められた。

身廊と内陣のオルガンには121の音栓、113の音階および6,898本のパイプがある。

## 国内外地域社会への奉仕
この教会は多くの形態の地域社会奉仕と社会正義を司る官庁を支援している。これにはロージーズ・プレース、大ボストン・インターフェース機構、パイン・ストリート・イン、ハビタート・フォー・ヒューマニティ、コミュニティ・サービングス、ウォーク・フォーハンガー、ロードマンリド・フォーキッズなどとの共同事業が含まれている。
2年に1度、教会のボランティアがホンジュラスのリンコンへの医療・人道派遣団を形成している。

## 芸術と建築
教会の平面構成は、高さ64 mの中央塔から外に4つのアームが伸びる修正ギリシャ十字になっている。コプリー広場に位置し、ジョン・ハンコック・タワーの影になっている。当初は干潟だったボストンのバックベイに建てられたので、砂礫、シルト（泥）および粘土を埋めた中に深さ9 mまで打ち込まれた4,500本の木製杭の上に建っており、バックベイの地下水で常に湿らされているので空気に曝されても腐らない。しかし、近年バックベイの地下水位が低下し木製杭の腐食が始まったため、改修工事が行われた。

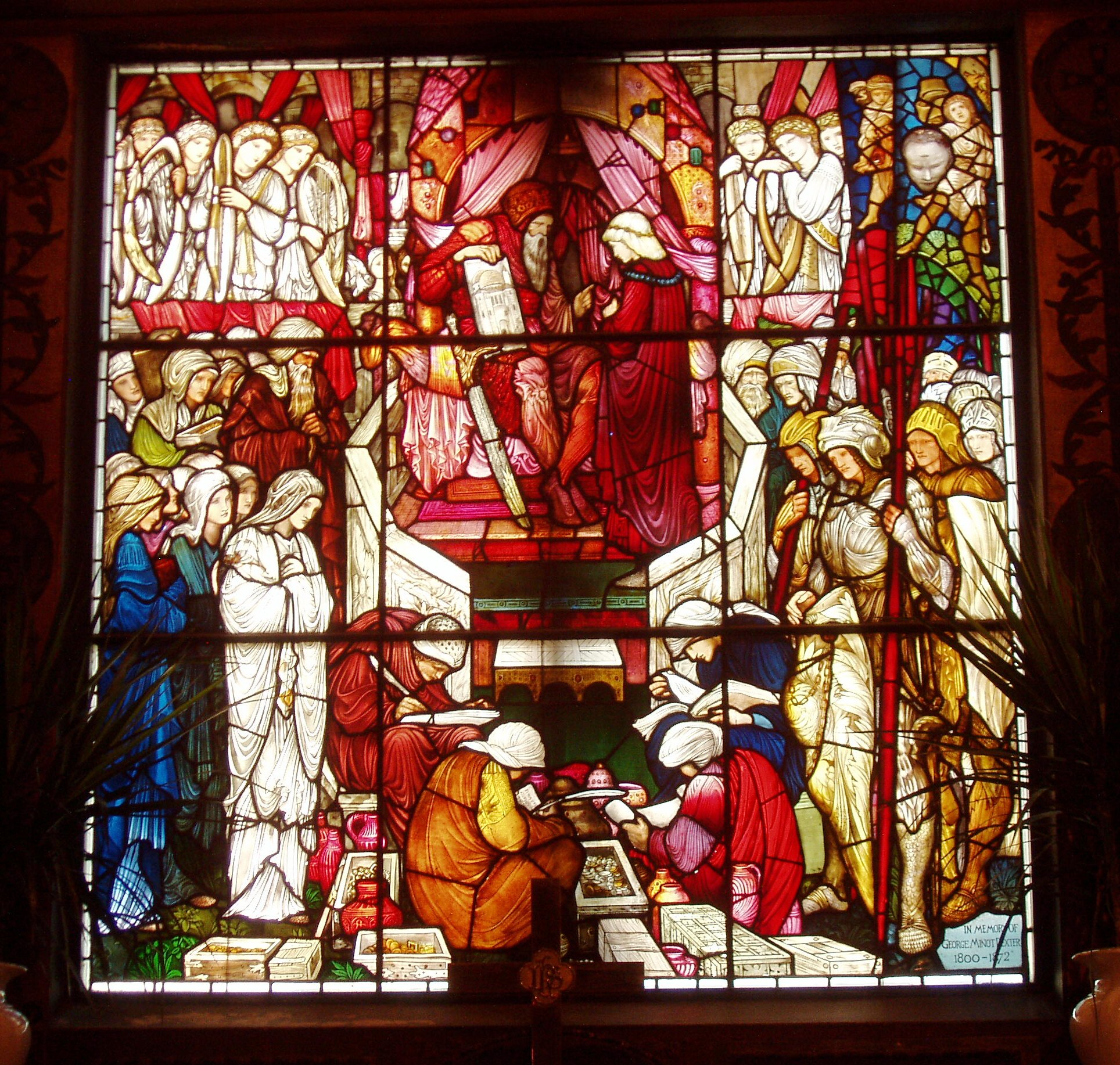
トリニティ教会のステンドグラス『ダビデのソロモンに対する告発』、1882年にエドワード・バーン＝ジョーンズとウィリアム・モリスが制作

教会の内壁は21,500平方フィート（約2,000 m2）以上あり、その壁画は全てアメリカ人画家によって完成された。リチャードソンとブルックスは豊富に彩られた内部が必要であると決断し、画家ジョン・ラ・ファージュ（1835年-1910年）に援助を求めた。ラ・ファージュはこのような規模の注文を受けたことは無かったが、その重要性を認識し、必要とされる費用のみを請求した。その結果ラ・ファージュの名声を確立することになった。
1877年に献堂されたときの窓は1点を除いて透明ガラスだったが、間もなく主要な窓が追加された。4つのステンドグラス窓はエドワード・バーン＝ジョーンズが設計しウィリアム・モリスが制作した。他の4つの窓はジョン・ラ・ファージュによる特注であり、オパール色をしたガラスの多層化で窓ガラスに革命をもたらした。

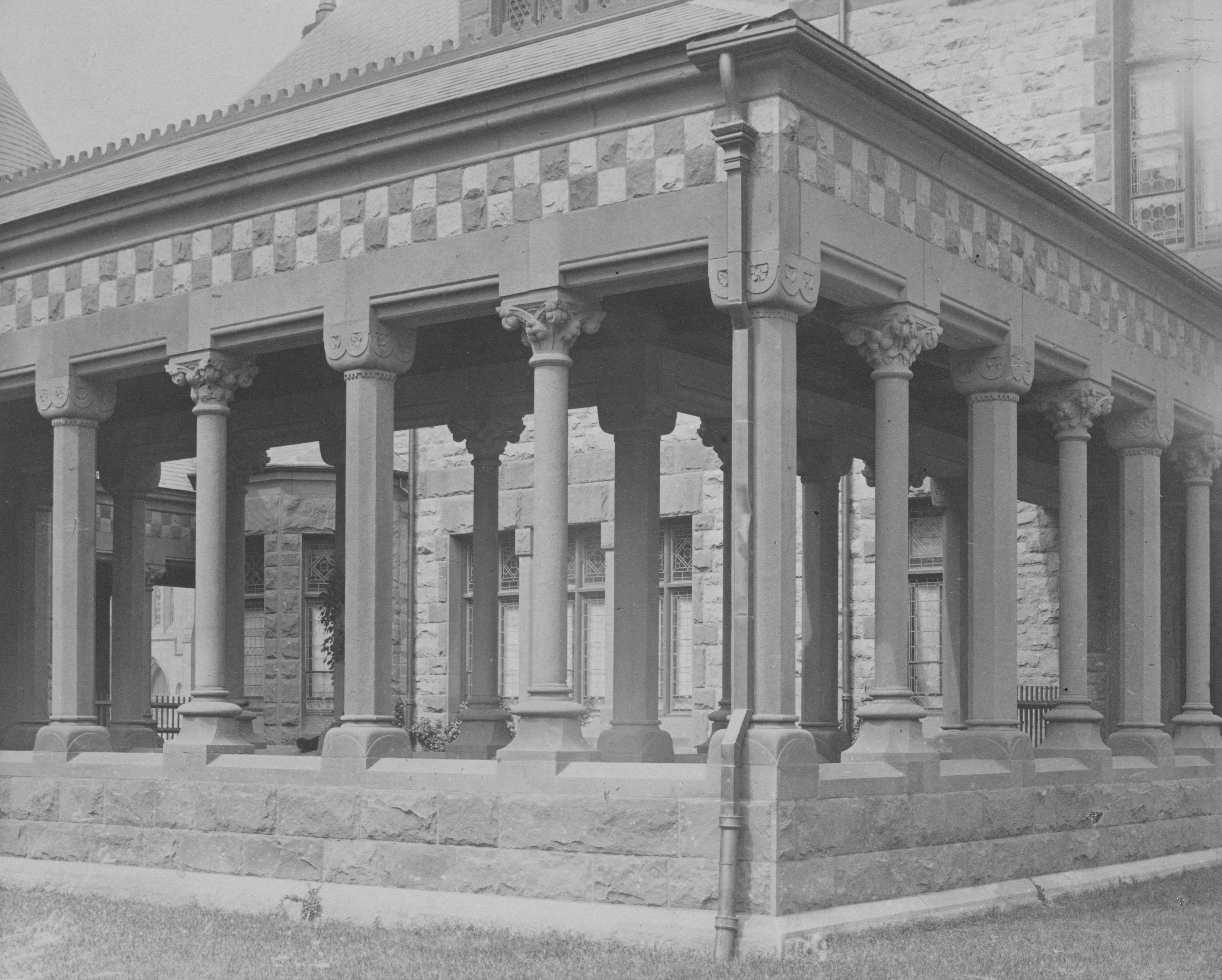
トリニティ教会構造の詳細を示す写真、1877年から1898年頃

トリニティ教会は米国建築者協会によって「アメリカ合衆国の最も意義ある建築物10傑」の一つに数えられたものとして、アメリカ合衆国の教会では唯一、またボストン市では唯一の建築物である。1885年、建築家達が投票でトリニティ教会をアメリカ合衆国で最も重要な建築物と決めた。米国建築者協会が作る「10傑リスト」で当初の1885年から現在まで入っている唯一の建築物にもなっている。この教会は1970年12月30日にアメリカ合衆国国定歴史建造物に指定された。
またこの教会にはダニエル・チェスター・フレンチやオーガスタス・セント＝ゴーデンス制作になる彫刻も収められている。

## トリニティ教会に作品を収めた芸術家
- ダニエル・チェスター・フレンチ
- エドワード・バーン＝ジョーンズ
- ジョン・ラファージ
- ウィリアム・モリス
- オーガスタス・セント・ゴーデンス

## 大衆文化の中で
- 1999年の映画『処刑人』（原題：The Boondock Saints）で、教会の中のシーンはトリニティ教会で撮影された。[3]

## ギャラリー

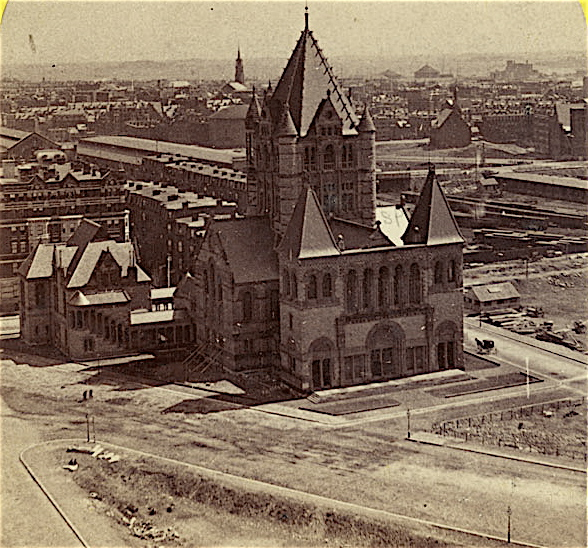
1875年頃の教会
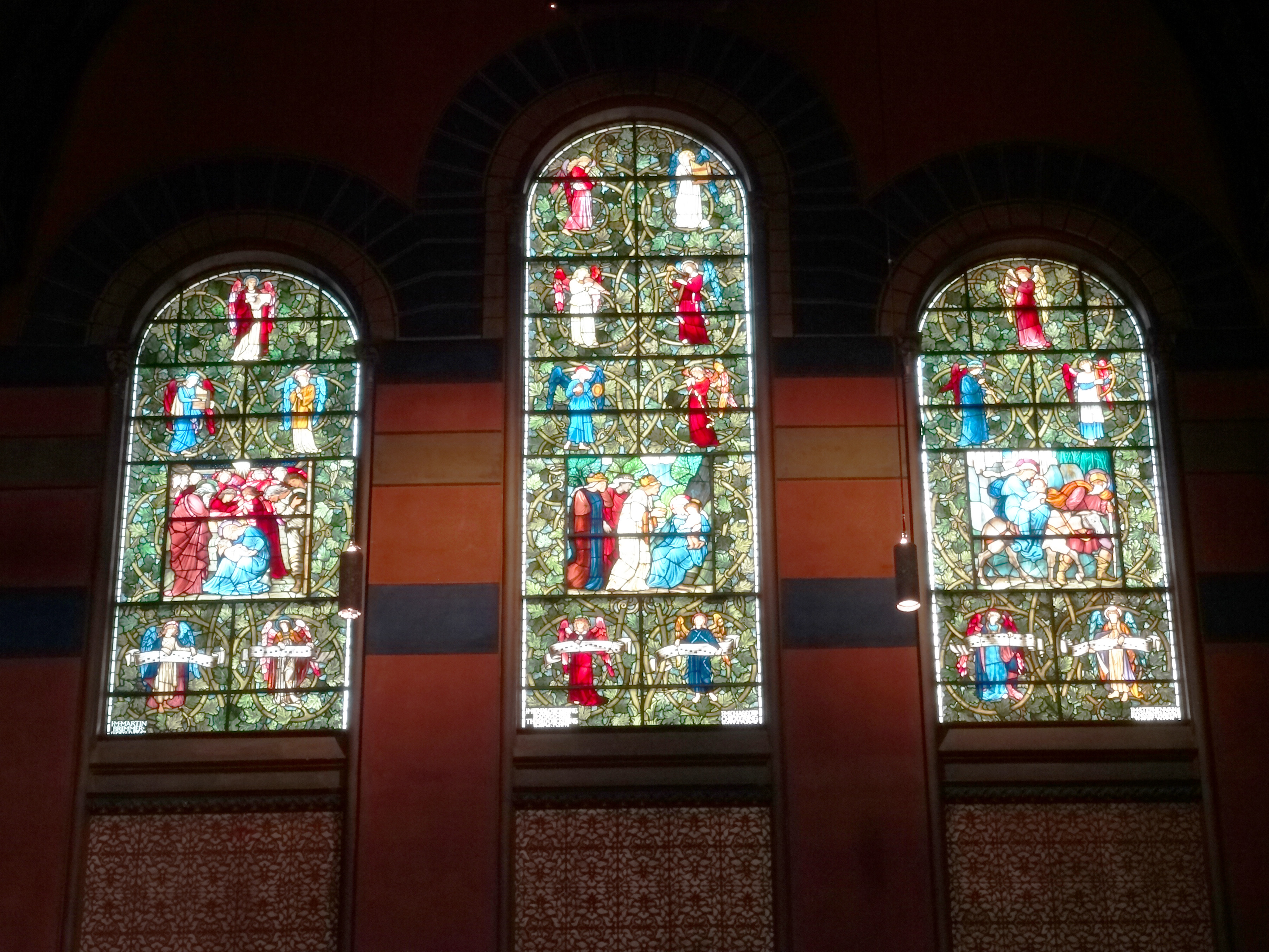
エドワード・バーン＝ジョーンズとウィリアム・モリスによる「キリストの降誕」の窓、1882年制作
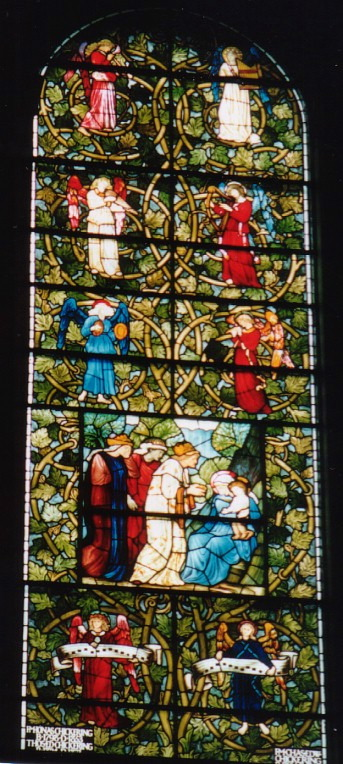
「三博士の礼拝」1882年制作
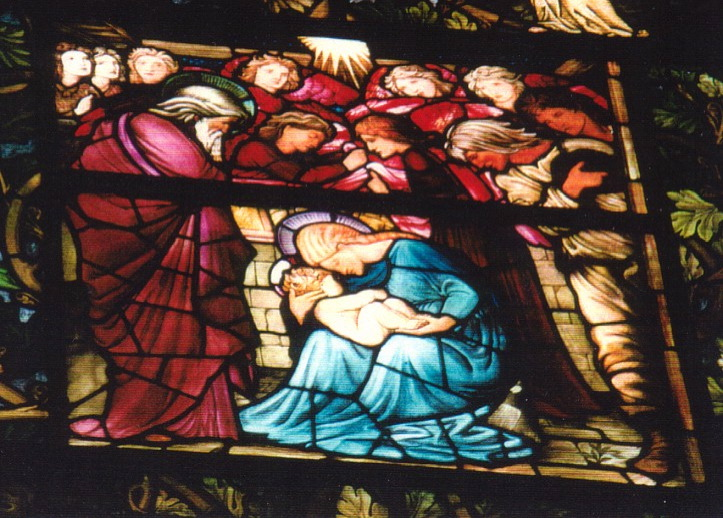
「羊飼いの礼拝」1882年制作
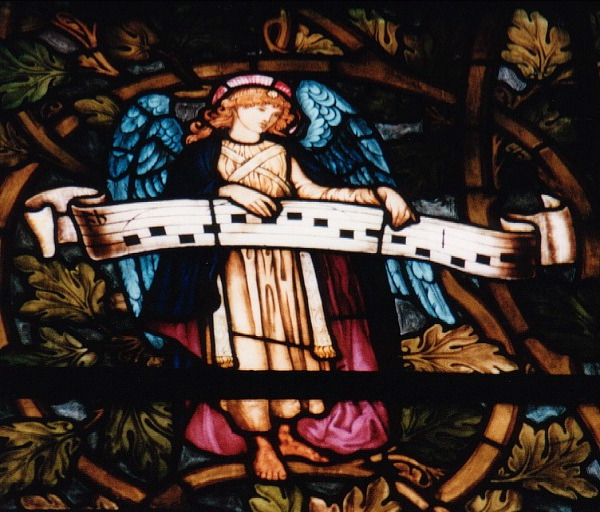
「羊飼いの礼拝」部分、1882年制作
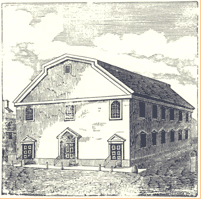
初代のトリニティ教会
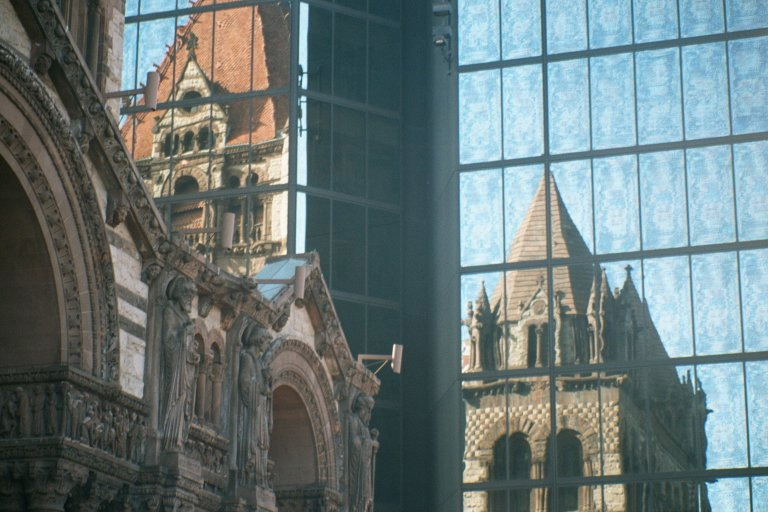
ジョン・ハンコック・タワーの窓に映った教会、2001年
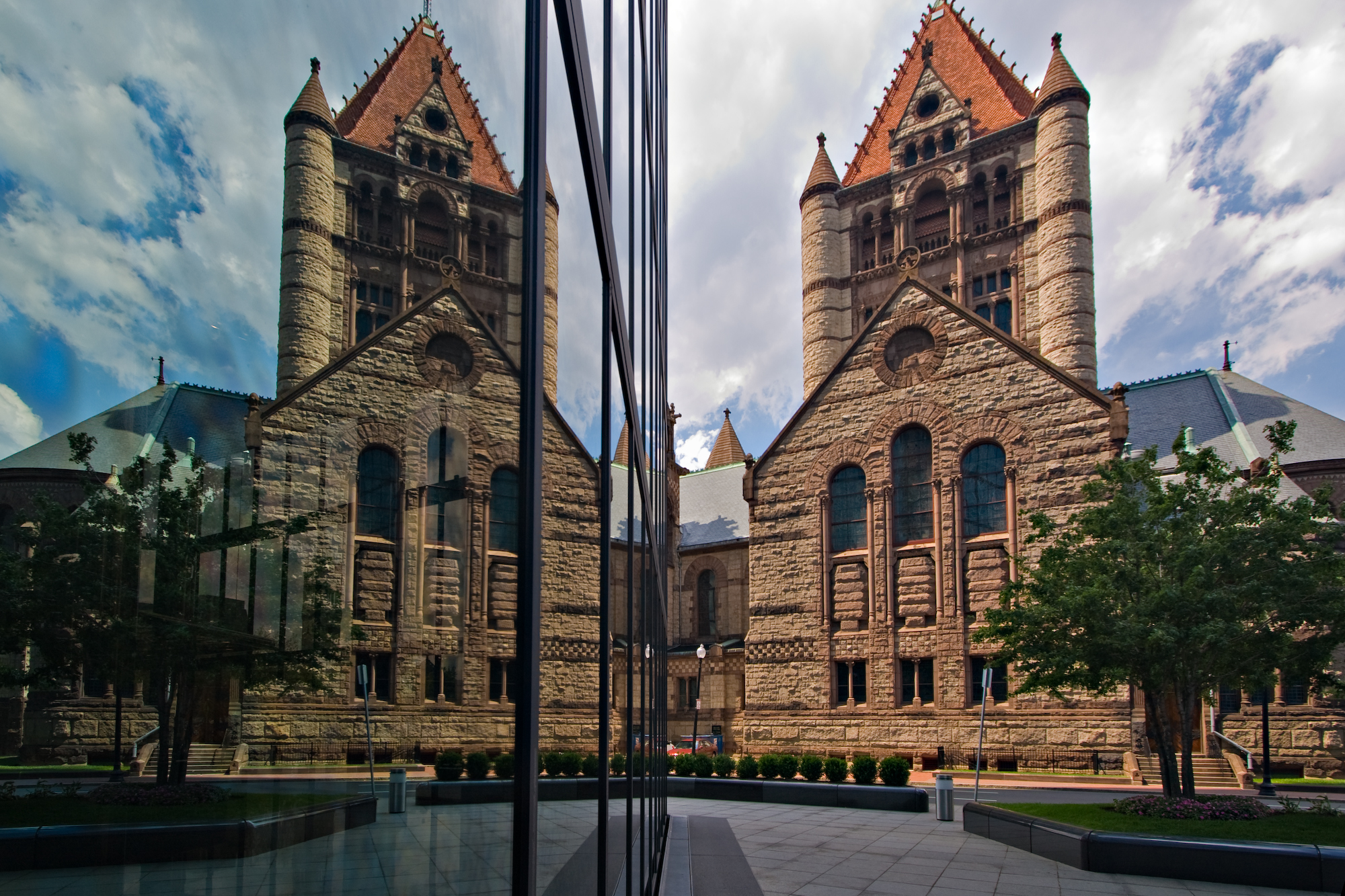
同左、教会ファサード、2007年